# تیپ ۴۵ گارد اسپتسناز
تیپ ۴۵ گارد اسپتسناز (روسی: 45-я отдельная гвардейская бригада специального назначения (۴۵-я ОБр СпН)) تیپ نیروهای ویژه زیرمجموعه نیروی هوابرد روسیه و تحت امر اداره اصلی اطلاعات است، که در سال ۱۹۹۴ تأسیس شد.